# Klarysew
Klarysew – część miasta Konstancina-Jeziorny (SIMC 0920730), stanowiąca jego najdalej na północ wysuniętą dzielnicę. Graniczy z Bielawą.

## Historia
W latach 1867–1954 osada w gminie Jeziorna w powiecie warszawskim. 20 października 1933 Klarysew utworzyła gromadę w granicach gminy Jeziorna, składającą się z osady Klarysew i osady Bielawa pod Górami.
Podczas II wojny światowej w Generalnym Gubernatorstwie, w dystrykcie warszawskim. W 1943 Klarysew liczył 1353 mieszkańców.
Od 1 lipca 1952 w powiecie piaseczyńskim.
W związku z reorganizacją administracji wiejskiej jesienią 1954 Klarysew wszedł w skład gromady Jeziorna Królewska, wraz z Gawrońcem, Jeziorną Fabryczną, Jeziorną Królewską, Konstancinkiem, parcelą Obory oraz skrawkiem miasta Skolimów-Konstancin.
1 stycznia 1956 gromadę Jeziorna Królewska przekształcono w osiedle o nazwie Jeziorna, przez co Klarysew stał się integralną częścią Jeziorny, a w związku z nadaniem Jeziornie praw miejskich 18 lipca 1962 – częścią miasta. 1 stycznia 1969 Jeziornę połączono ze Skolimowem-Konstancinem (prawa miejskie 1962) w nowy ośrodek miejski o nazwie Konstancin-Jeziorna.

## Opis
W dzielnicy zachował się dworzec kolejki wilanowskiej z 2. połowy XIX wieku, znajdujący się przy ulicy Warszawskiej 64 (od 2010 r. mieści się tam filia urzędu pocztowego nr 4). Dworzec, podobnie jak dworzec Warszawa Wilanów, zaprojektowany został przez Konstantego Jakimowicza.
W 1909 roku powstało prywatne gimnazjum Wandy Pawlickiej. Na początku lat 20. budynek gimnazjum wykupił powstający Kościół Metodystyczny. W budynku powstał dom dziecka, funkcjonowała także szkoła, szwalnia oraz stołówka, a obok głównego gmachu metodyści wybudowali kaplicę – ośrodek ten nazwano Emaus. W 1933 roku główny budynek tego ośrodka został wydzierżawiony na 10 lat warszawskiemu Domowi ks. Boduena. Dom ten był prowadzony przez zakon szarytek, które w czasie II wojny światowej ratowały żydowskie dzieci z pobliskiej Jeziorny i getta warszawskiego.
Przy ulicy Słonecznej znajduje się kościół Świętej Bożej Rodzicielki Maryi, wybudowany w latach 1972–1973.
W Klarysewie mieszkał m.in. Edward Gierek. Jego dawna rezydencja jest zarządzana przez Kancelarię Prezydenta Rzeczypospolitej Polskiej.
W Klarysewie urodził się Andrzej Malina, polski zapaśnik.